# Koninckita
La koninckita és un mineral de la classe dels fosfats. Va ser anomenada per Giuseppe Cesàro l'any 1883 en honor de Laurent-Guillaume de Koninck, professor a la Universitat de Lieja. De Koninck va identificar centenars de noves espècies fòssils i va rebre la medalla de Wollaston l'any 1875.

## Característiques
La koninckita és un fosfat de fórmula química Fe³⁺(PO₄)(H₂O)₂·0,75H₂O. Cristal·litza en el sistema tetragonal. La seva duresa a l'escala de Mohs és 3,5 a 4. és soluble en HCl calent i en HNO₃. Sol trobar-se en forma d'agregats formats per varis cristalls individuals o en hàbits esfèrics.

## Formació i jaciments
La konickita ha estat descrita només a Europa i als Estats Units. A Catalunya s'ha descrit a les mines de Rocabruna (mina Elvira; Baix Llobregat) en un context de mineralitzacions de ferro. També s'ha descrit a la pedrera del Turó de Montcada (Vallès Occidental), en materuials Silurico-devonians amb importants disseminacions i capes de fosfat.